# Баа, Кваме (футболист)
Кваме Баа (англ. Kwame Baah; род. 21 апреля 1998, Аккра) — ганский футболист, вратарь.

## Карьера

### Клубная карьера
В 2015 году Кваме Баах дебютировал в профессиональном футболе Ганы в клубе «Харт оф Лайонз» в Первом дивизионе Ганы. К концу сезона 2015 года он перешёл из «Харт оф Лайонз» в «Интер Эллайс», подписав трёхлетний контракт с командой ганской Премьер-лиги. В 2016 году в своем первом сезоне Баа дебютировал за «Интер Эллайс», в течение которого он принял участие в десяти матчах. Он был назначен вице-капитаном команды перед сезоном 2017 года и закрепил за собой место основного вратаря.
Летом 2019 года Баа присоединился к Асанте Котоко.

## Международная карьера
В 2015 году Баа в составе молодёжной сборной Ганы участвовал на Кубке африканских наций U20 2015 года, где сыграв важную роль в матче за бронзу, отразив пенальти во встрече против Мали. Впоследствии Баа также получил вызов на чемпионат мира среди молодёжных команд 2015, где он был резервным вратарём сборной Ганы U20. Кваме участвовал во всех четырёх отборочных играх, сыгранных сборной Ганы U20 в отборочных матчах Кубка африканских наций U20 2017 года.
Баа входил в состав сборной Ганы, состоящей из местных игроков, которая проводила тренировочные сборы перед Кубком наций Западноафриканского футбольного союза 2017 года и дважды участвовал в отборочных матчах Чемпионата африканских наций 2018 года.

## Личная жизнь
В 2016 году принял ислам и взял себе имя Абдул Рахман (англ. Abdul Rahman).